# Glomeris ornata
Glomeris ornata (лат.) — вид многоножек-броненосцев из семейства сверташек (Glomeridae). Европа.

## Описание
Glomeris ornata — многоножка средних размеров, от 7 до 12 мм в длину. На голове G. ornata имеется 7 или 8 глазков, которые расположены по схеме 1 + 6 или 1 + 7. Окраска G. ornata изменчива. Общий цвет тела темно-коричневый со светлыми пятнами. Цвет пятен может варьироваться от бежевого, желтого до оранжевого. Грудной щит имеет одну или две основные полосы, которые представляют собой продольные гребни или бороздки. Кроме того, на грудном щите имеются одна или редко две передние и 2-5 задних полос. Анальный щит G. ornata состоит из двух пятен, которые вытянуты в продольном направлении и не соприкасаются друг с другом. И у самцов, и у самок анальный щит имеет склеротизированное пятно, что характерно только для одного вида из рода G. helvetica.

## Распространение и экология
Glomeris ornata — преимущественно центральноевропейский вид, родом из таких стран, как: Австрия, Хорватия, Венгрия, Италия и Словения. G. ornata можно встретить во влажных долинах, где растут смешанные леса, богатые такими родами деревьев как клён, граб, бук, ясень и ель. Этот вид часто встречается вблизи гниющей древесины и предпочитает известковые почвы. G. ornata можно встретить на высоте 560 метров над уровнем моря.